# Spin the Black Circle
«Spin the Black Circle» es una canción del grupo de rock Pearl Jam lanzada como primer sencillo promocional de su tercer álbum, Vitalogy. La canción alcanzaría el lugar #11 en la lista Modern Rock Tracks de la revista Billboard. "Spin the Black Circle" ganaría también el Grammy por "Mejor interpretación Hard Rock" en 1996, el único premio Grammy que Pearl Jam ha ganado hasta la fecha. También la canción fue incluida en su álbum de recopilación de grandes éxitos Rearviewmirror: Greatest Hits 1991-2003.
La canción comienza con una guitarra ejecutando acordes poderosos, y con la segunda guitarra reforzándola y el cantante Eddie Vedder comenzando a cantar a través del resto de la canción.
La canción inspiró a una banda brasilera que se llama "Black Circle" donde se realizan covers de Pearl Jam.

## Significado de la letra
De acuerdo con Vedder, la canción trata acerca del amor que siente él y todo el grupo por los discos de vinilo. Al presentar la canción en vivo, Vedder por lo regular comenta que se trata acerca de los viejos discos.
Uno de los errores más comunes de interpretación de la letra se da en el primer verso, ya que parecería que se está refiriendo al ritual que realiza un adicto a la heroína. Por esto, mucha gente interpreta la canción como una comparación entre la adicción a la droga y la adicción a la música, si bien es poco claro que la intención sea mostrar una comparación entre dichas adicciones.

## Formatos y listas de canciones
Toda la información está tomada de varias fuentes.
Todas las canciones están acreditadas a Abbruzzese, Ament, Gossard, McCready, Vedder
- Sencillo en CD (Estados Unidos, Holanda, Europa, Australia, Canadá, Reino Unido y Austria)
  1. «Spin the Black Circle» – 2:48
  2. «Tremor Christ» – 4:10

- Sencillo en vinilo de 7" (Estados Unidos y Holanda)
  1. «Spin the Black Circle» – 2:48
  2. «Tremor Christ» – 4:10

- Sencillo en casete (Reino Unido y Australia)
  1. «Spin the Black Circle» – 2:48
  2. «Tremor Christ» – 4:10